# Wanderers Special Club
Le Wanderers Special Club fut un club franchisé néo-zélandais basé à Auckland. Ce club fut créé afin d'entraîner des joueurs pour l'équipe de Nouvelle-Zélande de football des moins de 20 ans. Donc, le statut de membre des Wanderers fut réservé aux joueurs moins de 20 ans.